# 永石匠
永石 匠（ながいし たくみ、1990年1月12日 - ）は、日本の舞台俳優。北海道恵庭市出身。身長176cm。体重57kg。血液型O型。

## 略歴
日本大学藝術学部映画学科出身。
2010年より石川県に渡り芸能活動を始め、2012年5月に東京に拠点を移す。フリーで活動した後、2013年秋からタンバリンアーティスツに所属していたが、2015年秋に退所した。2020年6月よりISM ENTERTAINMENT所属しており2022年12月に退社、その後フリーランスで活動している。2024年4月和奏AGENCYと業務提携。
人狼 ザ・ライブプレイングシアター（通称：人狼TLPT）にコンスタントに出演し、人狼ゲームプレイヤーとしてアルティメット人狼シリーズへの出演や人狼ルームのゲストとして活躍することもある。

## 人物
- 俳優になる前はアナウンサーを志望していた。
- 俳優業の他、ダンスの振付や人狼TLPTの演出を務めることもある。
- カエルが大の苦手。
- ロックバンド「ACIDMAN」の大ファンである。
- ゲームが好きで、「どうぶつの森」「ポケモン」「戦国無双」「アイドルマスター」などのシリーズをプレイしていることを公言している。
- タンバリンアーティスツ所属時代の俳優同士で『カレーー部。』を結成している。[6]

## 出演

### 舞台
- 男おいらん［蓮組］（2012年12月8日 - 16日、芝居砦・満天星） - 千早 役	[7]
- 人狼TLPTX新撰組 -壬生村の狼-（2013年6月13日 - 16日、吉祥寺シアター） - 藤堂平助 役	[8]
- 再演版 男おいらん［蓮組］（2013年8月22日 - 9月1日、笹塚ファクトリー） - 千早 役	[9]
- 舞台 のぶニャがの野望（2013年10月2日 - 6日、六行会ホール） - 森ニャンまる 役	[10]
- 人狼TLPT #08:MISSION The Castle Job（2013年12月25日 - 31日、上野ストアハウス） - ノエル 役	[11]
- 人狼TLPT #09:VILLAGE V 冬霧に冴ゆる村（2014年1月4日 - 13日、上野ストアハウス） - 奏者ノエル 役	[12]
- MOSH vol.6 『悪い奴ほどよく眠る』（2014年1月28日 - 2月2日、中野テアトルBONBON）	[13]
- 愛しのダンスマスター(初演)（2014年2月26日 - 3月2日、新宿村LIVE） - 加山ユウジ 役	[14]
- 人狼TLPT #11:VILLAGE VI 春風の薫る村（2014年3月4日 - 12日、サンモールスタジオ） - 奏者ノエル 役	[15]
- 舞台 新耳袋3（2014年4月2日 - 6日、中野ザ・ポケット） - 貝塚正樹 役	[16]
- MOSH7～私を愛したスパイ～（2014年5月20日 - 25日、BOX in BOX）	[17]
- 耳があるなら蒼に聞け ～龍馬と十四人の志士～（2014年6月25日 - 7月6日、中野ザ・ポケット） - 藤堂平助 役	[18]
- 人狼TLPT #13:VILLAGE VII 夏草がそよぐ村（2014年7月29日 - 8月10日、シアターKASSAI） - 奏者ノエル 役	[19]
- 蒼海のティーダ（2014年8月20日 - 24日、新宿村LIVE） - テミー 役 / ダンス振付	[20]
- のぶニャがの野望『人猫（じんびょう）』（2014年9月10日 - 15日、Geki地下リバティ） - 森ニャンまる 役	[21]
- 人狼TLPT #14:VILLAGE VIII 波の花踊る村（2014年11月1日 - 3日、金沢市民芸術村 PIT2 ドラマ工房） - 奏者ノエル 役	[22]
- 舞台 のぶニャがの野望 弐（にゃん）（2014年11月19日 - 24日、シアターサンモール） - 森ニャンまる 役	[23]
- 舞台 鬼斬（2014年12月18日 - 23日、新宿村LIVE） - 近松門左衛門 役	[24]
- 隣のきのこちゃん（2015年2月5日 - 8日、上野ストアハウス） - 天使父 役	[25]
- 人狼TLPT #18:MISSION II The Buggy Job（2015年2月17日 - 3月1日、萬劇場） - 運び屋ノエル 役	[26]

3月1日12時公演で人狼TLPT通算50ステージ到達。
- ザ・ボイスアクター［アニメーション編］（2015年4月15日 - 21日、新宿村LIVE） - 佐藤弘 役	[27]

劇団6番シード「ザ・ボイスアクター」スピンオフ（YouTube）	
- 人狼TLPT #19:VILLAGE X 春雷の響く村（2015年4月21日 - 29日、萬劇場） - 奏者ノエル 役	[29]
- 人狼TLPT #20:STEAM II 機巧人形と月の鉱石（2015年6月10日 - 21日、シアターグリーン BIG TREE THEATER） - 霧の迷い子ノエル 役	[30]
- 人狼TLPT サテライト#01: 夏雲を仰ぐ村（2015年7月23日 - 30日、インディペンデントシアター2nd）奏者ノエル 役	[31]
- 人狼TLPT X PSYCHO-PASS～INNOCENT MURDERER（無垢なる殺人者）～（2015年9月23日 - 10月4日、シアターサンモール）雪ノ宮唯 役	[32]
- 人狼TLPT SPECIAL VILLAGE 三周年記念公演（2015年10月14日 - 18日、新宿村LIVE） - 奏者ノエル 役	[33]
- Casual Meets Shakespeare Vol.3「The Twelfth Night」（2015年10月28日 - 11月1日、新宿シアターモリエール） - G/逆転チーム：マライア 役	[34]
- アトラクション公演「WAR→P! in fantasy 暦星と虹の冠」（2015年11月13日 - 15日・20日 - 23日、BASEMENT MONSTAR） - 15日12時公演・14時公演日替りゲスト：アーティ 役	[35]
- 人狼TLPT サテライトX'mas（2015年12月22日 - 27日、博多リバレインホール） - 奏者ノエル 役	[36]

12月25日19時公演で人狼TLPT通算100ステージ到達。
- 人狼TLPT #22:DEPTH II 贖罪の海〜SPIRAL〜（2016年1月19日 - 31日、新宿村LIVE） - Doctor"B"ノエル 役	[37]
- 人狼TLPT The Room #01（さぬき映画祭）（2016年2月13日 - 14日、瓦町FLAG 8F アートステーション） - ノエル 役	[38]
- 人狼TLPT DISMISS #01（2016年3月18日 - 21日、小松市民交流プラザ　The MAT'S） - soda*pop*crazy 六条真冬 役 / ダンス振付	[39]
- 人狼TLPT ナンジャタウンSTAGE～ナジャヴのポーションパニック～（2016年6月8日・15日、ナンジャタウン内　レッド・サロン） - ノエル 役	[40]
- 人狼TLPT ラグナロクステージ（2016年7月20日 - 21日、新宿村LIVE） - 革命の勇者ノエル 役	[41]
- 人狼TLPT X 宇宙兄弟 (初演)（2016年7月22日 - 24日、新宿村LIVE） - 雨屋奏 役（舞台版キャラ）	[42]
- 人狼TLPT #23:VILLAGE XI 青嵐に惑う村（2016年7月26日 - 31日、新宿村LIVE） - 奏者ノエル 役	[43]
- 人狼TLPT #24:VILLAGE XII 深紅に染まる村（2016年10月13日 - 23日、新宿村LIVE） - 奏者ノエル 役	[44]
- 七城学園 月蝕校舎 ～セブンススクール・ルナパレス～ History Class １限目 初代連合艦隊司令長官 伊東祐亨（2016年11月25日 - 27日、中野Vスタジオ） - 伊東祐亨 役 / 演出[45]
- 人狼TLPT #25:DISMISS II（2016年12月27日 - 30日、新宿村LIVE） - soda*pop*crazy 六条真冬 役 / 振付	[46]
- 人狼TLPT X「予言者育成学園 Fortune Tellers Academy」（2017年2月25日、スクウェア・エニックス 本社） - 流行ウォッチャー ノエル 役	[47]
- 人狼TLPT X 新撰組 〜壬生村の狼　赤誠の巻〜（2017年3月13日 - 19日、CBGKシブゲキ!!） - 鈴木三樹三郎 役	[48]

3月8日 ― 20日、「龍よ、狼と踊れ」と同時上演
- 人狼TLPT in ニコファーレ -RHAPSODY-（2017年3月25日 - 26日、ニコファーレ） - 奏者ノエル 役	[49]
- 人狼TLPT X 新撰組外伝〜払暁の狼〜（2017年5月17日 - 23日、全労済ホール スペース・ゼロ） - 西郷隆盛 役 / 鈴木三樹三郎 役	[50]
- 七城学園 月蝕校舎 ～セブンススクール・ルナパレス～ History Class 第2講 船乗り将軍 上村彦之丞（2017年5月30日 - 6月4日、シアターKASSAI） - 秋山真之 役 / 演出	[51]
- 人狼TLPT X 宇宙兄弟 Rebellion of the Fullmoon (再演)（2017年7月26日 - 8月6日、シアターサンモール） - 静馬奏太郎 役（舞台版キャラ）	[52]
- メグルキカク 「アツサノセイニシテ」（2017年8月28日 - 9月3日、八幡山ワーサルシアター） - 鬼村マサヨシ 役	[53]
- 人狼TLPT 5th Anniversary #27:VILLAGE XIII 福岡公演（2017年10月7日 - 9日、博多リバレインホール） - 奏者ノエル 役	[54]
- 人狼TLPT 5th Anniversary #27:VILLAGE XIII 名古屋公演（2017年10月13日 - 15日、中京テレビ プラザC） - 奏者ノエル 役	[55]

10月15日18時公演で人狼TLPT通算200ステージ到達。
- 人狼TLPT 5th Anniversary #27:VILLAGE XIII 札幌公演（2017年10月21日 - 22日 小劇場BLOCH） - 奏者ノエル 役	[56]
- 人狼TLPT 5th Anniversary #27:VILLAGE XIII 東京公演（2017年10月27日 - 29日　ニコファーレ） - 奏者ノエル 役	[57]
- Casual Meets Shakespeare 『じゃじゃ馬ならし』（2017年11月3-12日　ラゾーナ川崎プラザソル） - G/逆転チーム：キャタリーナ 役	[58]
- 人狼TLPT#28:VILLAGE XIV 月凍る夜（2017年12月28日 - 2018年1月7日、新宿村LIVE） - 奏者ノエル 役 / 演出	[59]
- 人狼TLPT X ドラゴンクエストX 勇者姫と薔薇の盟友（2018年3月7-11日、シアター1010） - レンジャー ノエル 役	[60]
- ピウス企画 『ゲームブレイカー』（2018年4月25-29日　中野ザ・ポケット） - 中島章和 役	[61]
- 人狼TLPT#29:MISSION III The Amarican Job（2018年6月28日 - 7月4日、全労済ホール スペース・ゼロ） - ノエル 役	[62]
- @emotion presents Expression vol.8 茶 『Mad Journey』（2018年7月1日 -8日、ブディストホール） - 日替わりゲスト 店主 役 7月2-3日	[63]
- ピウス企画 『虚言癖倶楽部』（2018年7月11日-16日　サンモールスタジオ） - Bチーム 田宮敬作 役	[64]
- 羽仁プロデュース『恋するアンチヒーロー』（2018年9月6-17日　劇場MOMO） - 犬チーム 新田 役	[65]
- Casual Meets Shakespeare 『Hamlet SC』（2018年9月28日-10月8日　ラゾーナ川崎プラザソル） - Sチーム ホレイショー 役	[66]
- Spicy Trickプロデュース公演『赤と黒と僕と君』（2018年10月23-28日　劇場HOPE） - サトシ 役	[67]
- dopeAdope step.3 『スーパーノバ』（2018年11月28日-12月9日　池袋シアターグリーン base theater） - 寺道風斗 役	[68]
- 七城学園 月蝕校舎 ～セブンススクール・ルナパレス～ History Class 第３講 会津松平家初代 保科正之（前・後編）（2018年12月22-24日　荻窪小劇場） - 徳川家光 役 兼 演出	[69]
- ピウス企画×人狼TLPT 人狼TLPTS「トランスミッション」（2019年2月6-17日　萬劇場） - 情報屋ノエル 役	[70]
- 人狼TLPT#32:VILLAGE XVII 虹闇の降りる村（2019年3月27日 - 4月7日 シアターサンモール） - 奏者ノエル 役 4月1日のみのゲスト出演	[71]
- ACT of CTHULHU“HOPELESS”（2019年4月3-9日　築地本願寺ブティストホール） - 倉持健介 役	[72]
- 劇団6番シード『未来切符～ミライとカコの6つの物語～』「ミライ編」「カコ編」　※東京公演のみ（2019年5月1 - 6日、Geki地下Liberty） - 「ミライ編」美来 役・「カコ編」松島二等兵 役	[73]
- ピウス企画 『モナルコマキ-石川五右衛門異譚-』（2019年6月26-30日　BIG TREE THEATER） - 森本一久 役	[74]
- melt//Planet メルトプラネット『勇者配信中』（2019年8月14-18日　テアトルBONBON）- 魔法使いルフナ役	[75]
- 人狼TLPT#35:STELLA 7周年記念公演（2019年10月2-14日 新宿村LIVE） - 賢獣族(プリクロック) ノエル 役	[76]
- dopeⒶdope step.4『ドープアウト』（2019年10月30日-11月4日　池袋シアターKASSAI）竹内孝太 役	[77]
- UZR 短編作品集『GIFT』（2019年11月20-25日　高田馬場ラビネスト）	[78]
- UZR 第四回本公演 『クリスマスができるまで』（2019年12月18-25日　新宿コフレリオシアター） 藤堂光 役・振付	[79]
- 人狼TLPT#36:EXAM（2020年1月7-15日 浅草花劇場） -  ノエル(聖夜タクミ) 役	[80]
- 人狼TLPT#38:VILLAGE XVIII 雪の花咲ける村（2020年2月21-24日 中京テレビ プラザC） -  奏者ノエル 役	[81]
- ピウス企画「ライフメイカー」（2020年3月13-22日 シアターKASSAI）　石井久康 役	[82]
- ピウス企画×人狼TLPT 人狼TLPT S「デビルズ・プレイ」（2020年4月15-19日 萬劇場 /  4月21-26日 シアターグリーン BIG TREE THEATER）[83]公演延期[84]
- ピウス企画「ダブルエフェクト」（2020年6月17-28日 シアターグリーン BIG TREE THEATER）[85]公演延期[86]
- 人狼TLPT#40:MISSION IV（2020年8月5-16日 新宿村LIVE） -  ノエル 役	[87]公演中止[88]
- ピウス企画「虚言癖倶楽部」（2021年1月6-17日 シアターKASSAI） - Cチーム 田宮敬作 役 [89]
- Alexandrite Stage「CHICACO」（2021年3月13-21日 シアターグリーン BIG TREE THEATER） - Tatamiチーム 相葉翔太 役＆舞踊振付 [90]
- 鳴蒲牢 旗揚げ公演・夜航船Vol.1「ありをふむ・ふねにのる」(2021年5月20−23日 オメガ東京)　-ノア/誰 役 [91]
- 「BANANA FISH」The Stage」-前編-（2021年6月10-20日 天王洲 銀河劇場）- チャールズ・ディキンソン 役 [92]
- パフォーマンスユニットTWT第8回公演「突撃！第九八独立普通科連隊」（2021年7月14-18日 すみだパークシアター倉） - 第一◯九独立普通科連隊・槙野二曹 役 [93]
- UZR『この夏から一番遠い群青を探して』 (2021年8月28-9月6日 劇場MOMO) - 久城航平 役 [94]
- Alexandrite Stage「The Great Gatsby In Tokyo(Garberaチーム)」(2021年9月28-10月3日 六本木トリコロールシアター)  - ニック・キャラウェイ 役[95]
- melt//Planet「デバッグログ」（2021年11月24日-29日、中野ザ・ポケット）- 柏木類 役[96]
- 「BANANA FISH」The Stage」-後編-（2022年1月20-2月6日※演出変更公演・中止公演を含む 品川プリンスホテル ステラボール）- チャールズ・ディキンソン 役 [92]
- 企画演劇集団ボクラ団義「耳があるなら蒼に聞け～龍馬と十四人の志士～」（2022年3月20-27日 CBGKシブゲキ!!）- 藤堂平助 役 [97]
- ツツシニウム#7「バカの声」(2022年7月1−10日キーノートシアター)- カチーム 浅野夕 役[98]
- 人狼TLPT 10th Anniversary ROSERIUM（2022年9月28日-10月10日 シアターサンモール） - 奏者ノエル 役 [99]
- T-gene stage「笑わない君と笑う僕」(2022年10月26-30日 TACCS1179)  -フクシマノリヒコ 役[100]
- 人狼TLPT Orbit（2022年11月22日 - 27日、上野ストアハウス） - 解説役　11月23日のみ出演[101]
- 演劇ユニットACTI☆N!再旗揚げ公演！「ただいま。」（2022年11月29日 - 12月4日、劇場HOPE）-マリオ 役[102]
- melt//Planet「死神自営業」（2022年12月22日-25日、池袋シアターグリーン base theater）-総一郎 役[75]
- UZR 第六回本公演 「幾星霜、響く鐘」（2022年12月24-28日　サンモールスタジオ）- 日替わりゲスト　12月28日[103]
- T-gene stage「嘘つき」（2023年1月18日-22日、すみだパークシアター倉）-中村トオル 役[104]
- dopeⒶdope step.8「ホリデースナッチ」（2023年4月20日-24日、吉祥寺シアター）- 有瀬元喜 役 [105]
- 舞台「あの日はライオンが咲いていた2023」（2023年5月10日-14日、シアターグリーン　BOXinBOX　THEATER）- 蔵前 役
- 人狼TLPT#49:FLAGⅢ（2023年8月23日-9月3日 新宿村LIVE）- 副船長ノエル 役[106]
- T-gene stage「消された声」(2023年10月4-9日 すみだパークシアター倉) - 斎藤ワタル 役[107]
- 舞台　「先輩、コントしましょうよ。」（2023年11月2日−5日 ブルースクエア四谷)
- T-gene stage「コトの葉」（2024年1月18日-28日、すみだパークシアター倉）-葉チーム 木村ユウイチ役[108]
- 松本プロデュースvol.3「FOUR.」（2024年2月29日-3月3日、池袋シアターKASSAI）
- 人狼TLPT ×PIUS「トランスミッション」（2024年4月17日-21日　シアターサンモール） - 泥棒ノエル 役
- T-gene stage「囚われた５人？」（2024年4月24日-29日、studio ZAP！）-日替わりゲスト　4月29日
- 外組　特別番外公演vol.2「亀屋ミュージック劇場（ほおる）」（2024年5月22日-26日 浅草九劇)−ポン太役
- 「図ったん×ひょったん the STAGE」（2024年6月26日-30日 すみだパークシアター倉）-日替わりゲスト　6月26日
- 人狼TLPT#51:STELLA （2024年9月13-22日 新宿村LIVE） - 賢獣王(プリクロック) ノエル 役
- T-gene stage「Episode 犬紀村 ~MOMOTARO~」(2024年10月23−27日 六行会ホール) - フク 役[109]
- 劇団6番シード「文豪が多すぎる」(2024年12月25日 -29日、新宿シアタートップス)
- 小谷嘉一プロデュース公演「悲しみに戯けたピエロ-マボロシの作詞家-」（2025年2月5日−9日、シアターグリーン BIG TREE THEATER)
- 皇帝ロックホッパー「If you don't know ai」（2025年3月26日−30日、上野ストアハウス）
- Casual Meets Shakespeare「ヴェニスの商人 CS」（2025年11月1日-9日〈予定〉、IMAホール）[110]

### イベント
- ダンスイベントhide-and-seek vol.3（2012年9月4日、川崎CLUB CITTA'）
- 男前live（2012年11月10日、赤坂日本元気劇場） - 振付 / 出演
- 監獄Night（2013年2月1日、下北沢GARDEN） - TAO-StoryDanceGroup-としての出演
- デザイン・フェスタvol.37（2013年5月19日、東京ビッグサイト） - 男おいらんスペシャルステージ振付・構成・出演
- WomanNight（2013年5月24日、下北沢GARDEN） - TAO-StoryDanceGroup-としての出演
- TRIBEとLIVE 喜-yorokobi-（2014年1月11日、池袋GEKIBA） - 構成 / 脚本 / 振付 / 出演
- トークライブ『田渕法明のひとりで喋るもん（でも誰かがいないと寂しいゾ!）』（2014年4月27日、恵比寿スペース29）
- SUMMER MINUTES2014〜いきなりなのには訳があります〜（2014年7月27日、鯛cafe）
- タンバリンマニア feat.MOSH　2014SUMMER（2014年8月30日、赤坂元気劇場） - 振付 / 出演
- 人狼TLPT 2周年記念祭（夜の部）（2014年10月11日、秋葉原ハンドレッドスクエア倶楽部）
- 関ケ原合戦祭り2014（2014年10月18日、陣場野会場　ふれあいセンター大ホール）

舞台のぶニャがの野望 決戦!関ケ原 イベント動画（YouTube）
- T-time（2015年1月12日、絵空箱） - 永石匠・門野翔25歳バースデーイベント
- SHOWTIME（2015年2月22日、クリエイティブスクエア） - 門野翔・永石匠25歳バースデーイベント
- 人狼TLPTセレクション上映会 in 北陸（2015年3月7日、白山市松任学習センター） - ゲスト出演
- ファミ通.com「アルティメット人狼3」（2015年5月6日、東京カルチャーカルチャー）

アルティメット人狼3 ニコニコ生放送（タイムシフト放送）
- ASSHイベント（2015年6月6日、ステージカフェ下北沢亭） - ゲスト出演
- 人狼 ザ・ライブプレイングパーティー セレクション上映会（2015年7月10日 - 11日、アトリエ・ゼロ） - ゲスト出演
- 自主イベント（2015年12月13日、スペシャルカラーズ）
- アルティメット人狼5 supported by ファミ通.com（2016年1月17日、新宿フェイス）

アルティメット人狼5 ニコニコ生放送（タイムシフト放送）
- さゆらじ1周年イベント（2016年2月7日） - ゲスト出演
- アルティメット人狼6 supported by ファミ通.com（2016年6月5日 Red Bull、Studios Tokyo Hall）

アルティメット人狼6 ニコニコ生放送
- 加藤凛太郎『GO WEST!!2』パブリックビューイングイベント(迎)～もうひとつのゴール～（2016年6月5日、ステージカフェ下北沢亭） - ゲスト出演
- 中村裕香里バースデーイベント『ビストロカレーー部＆ゆかりんハロウィンバースデーパーティー』（2016年6月29日） - ゲスト出演
- ホリエモンの人狼大会 in 札幌（2016年8月28日、BAN x KARA ZONE-HS）
- アルティメット人狼7 supported by ファミ通.com（2016年10月1日、新宿フェイス）

アルティメット人狼7 ニコニコ生放送
- オラクルナイツ presents「カウントダウンうた合戦」（2016年12月31日、新宿村LIVE）
- 自主イベント「みんな永石匠を勘違いしている」 - ウェイバックマシン（2017年3月2日アーカイブ分）（2017年4月8日、スペシャルカラーズ）
- アルティメット人狼8 supported by ファミ通.com（2017年5月7日、新宿フェイス）

アルティメット人狼8 ニコニコ生放送
- 山口祐介バースデーイベント『こざかなくんの部屋』vol.1（2017年6月24日、DUSTBUNNY） - ゲスト出演
- さゆらじ。100回記念イベント（2017年8月11日 - 12日） - ゲスト出演
- アルティメット人狼9 （2018年3月25日、新宿フェイス）
- 『じゃじゃ馬ならし』DVD発売イベント （2018年4月7-8日、秋葉原ハンドレッドスクエア倶楽部）
- 自主イベント「夏が来て暑いし何もしたくない皆のための夏イベント略してながいしたくみ夏イベント」（2018年8月4-5日、SOOO dramatic!）
- アルティメット人狼チャンネル2周年記念公開放送イベント （2018年9月22日、東京カルチャーカルチャー）
- イヌフェスオールスター大集合 ～フェス開幕式～（2018年9月15日、劇場MOMO）
- 山口祐介 自主イベント『こざかなくんの部屋』vol.2（2018年11月10日、オモロい劇場） - 第2部ゲスト出演
- Oracle Prom * Yule Ball（2018年12月24日 グレースバリ） - ゲスト出演
- 亀井有馬のほあほあ会議2019（2019年2月23日　高田馬場Live Cafe mono）- ゲスト出演
- 極上人狼 in 熊本（2019年4月13日　崇城大学市民ホール）- 昼の部ゲスト出演
- 平山佳延＆加藤凛太郎バースデーイベント(迎)（2019年4月17日、ステージカフェ下北沢亭） - 昼の部 ゲスト出演
- ニコニコ超会議2019 アルティメット人狼ステージ（2019年4月27日、幕張メッセ）

ニコニコ超会議2019 アルティメット人狼ステージ ニコニコ生放送
- アルティメット人狼10 （2019年5月25日 第１部 司会、26日 第３部 出演、ヒューリックホール東京）
- 山口祐介 自主イベント『こざかなくんの部屋』vol.3（2019年6月15日） - ゲスト出演
- 【カレーー部。】結成5周年記念イベント『🍛5周年だョ！全員集合 🍛』（2019年7月28日、gekichap studio ）
- 人狼TLPTアンコールツアー“7th RING”　福岡上映会（2019年9月７日 THE LIVELY HAKATA FUKUOKA CERULEAN） - ゲスト出演
- アルティメット人狼 チャンネル開設3周年イベント （2019年9月16日、LOFT9 Shibuya） - 夜の部 出演
- 亀井有馬と永石匠 ゆうまPと永石Pの社外ミーティング（2019年9月29日)　Livehouse Untiltled
- 『ＵＺＲまったり会 』〜魂の二ヶ月連続公演直前スペシャル〜 （2019年10月19-20日 アース・シー・スカイスタジオ） - 19日(一部/二部)ゲスト出演
- 同窓会イベント『まとまろ』vol.3 （2019年11月11日、大塚ドリームシアター） - ゲスト出演
- 自主イベント『永石匠 BIRTHDAY PARTY』（2020年1月12-13日、池袋gekipa）
- 『UZRまったり会』〜zoom de mattari〜（2020年7月4日） - 第3部 ゲスト出演 [111]
- 亀井有馬 27thAnniversary Party（2020年12月12日、赤坂Tonalite） - 夜の部 ゲスト出演
- 『UZRまったり会』〜お久しぶり会〜（2021年1月23日） - 第1~3部 ゲスト出演 [111]
- ウチクリ准教授の演劇研究室（2022年4月30日-5月1日　SLOTH） - 助手 [112]
- 図ったん×ひょったんvol.8 （2022年6月5日　大塚ドリームシアター）- 第1~3部 ゲスト出演[113]
- 『UZRまったり会』～あの夏を、群青をもう一度～（2022年7月30日　バルスタジオ）- 第1~3部 ゲスト出演[111]
- T-gene学園 vol.2「おしえて、彪先生」〜日直:図師光博〜（2022年8月14日　MUSEモード音楽学院本館）- 第1~3部 ゲスト出演[114]
- T-gene stage「笑わない君と笑う僕」前夜祭　(2022年10月15日 四谷三丁目ドリームシアター)  - 第1~3部 出演[100]
- T-gene stage「笑わない君と笑う僕」後夜祭　(2022年11月5日 MUSEモード音楽学院本館)  - 第1~3部 出演[115]
- T-gene stage「嘘つき」前夜祭　(2023年1月8日 MUSEモード音楽学院本館) - 第3部 出演[116]
- 『UZRまったり会』〜「幾星霜、響く鐘」アフターイベント&大忘年会忘年会～（2022年12月30日　バルスタジオ）- 第2部 ゲスト出演[111]
- 舞台「アサルトリリィ・御台場女学校編」トークイベント（2023年1月24日−25日 2月15日　LOFT9 Shibuya）学長/司会進行
- 図ったん×ひょったんvol.11（2023年2月25日MsmileBOX渋谷）- 第1~3部 ゲスト出演[113]
- ウチクリ内倉人間生活４０周年記念興行「ウチクリvs内倉」（2023年3月24日-26日、シアターウイング）- 25日11時/15時公演、26日13時/17時公演 ゲスト出演
- 舞台「アサルトリリィ・イルマ女子美術高校編」トークイベント（2023年3月29日−30日、LOFT9 Shibuya）学長/司会進行
- T-gene学園 vol.3「おしえて、図師先生」〜日直:田中彪〜（2023年4月2日　MUSEモード音楽学院本館）- 第1~3部 ゲスト出演[114]
- LilyProject第１弾公演　アサルトリリィ×私立ルドビコ女学院「シュベスターの祈り」トークショー（2023年4月26日−27日 5月27日、LOFT9 Shibuya）学長/司会進行
- 図ったん×ひょったんvol.13（2023年6月11日MsmileBOX渋谷）- 第1~3部 ゲスト出演[113]
- session vol.26　(2023年6月17日 MUSEモード音楽学院本館) -第1~3部 ゲスト出演
- AK-GARDEN 舞台アサルトリリィ トークショー『東京圏防衛構想会議』(2023年6月18日 都立産業貿易センター浜松町館）-１部MC
- 渡邊隆義自主イベント「PRINCE SABBATH2023」（2023年6月24日、FC SPACE(スペースD)）‐第１部ゲスト出演
- 舞台 アサルトリリィ　私立ルドビコ女学院・御台場女学校　展示会「Lily Memory」トークショー2023年6月27日−7月1日、ギャラリー・ルデコ）-司会進行（6月27日−30日のみ）
- 若菜太喜2nd Fan LIVE『キミと〜the second trip〜』(2023年7月1日 池袋FIELD）) -第2部 ゲスト出演
- 舞台「アサルトリリィ」ルド女・リリコレ予備校事前学習講座　（2023年8月5日−6日、LOFT9 Shibuya）学長/司会進行
- T-gene stage「消された声」前夜祭（2023年9月24日、MUSEモード音楽院本館）-第1〜3部出演
- T-gene stage「消された声」後夜祭（2023年10月14日、R’sアートコート）-第2,3部出演
- 舞台「アサルトリリィ」上映会＆トークショー（2023年10月17日−29日、中野ザ・ポケット）-MC（リリィプロジェクト、イルマ女子美術高校回のみ）
- 花崎那奈バースデーイベント（2023年11月11日、フォルテ・オクターヴハウス）-2部MC
- トークショー『アサルトリリィ基調講演 ALPC23』（2023年11月12日、東京都立産業貿易センター浜松町館）-2部MC
- 「平成3年生のイベント」（2023年11月18日、恵比寿ガーデンプレイスタワー）-先生/MC
- 舞台「アサルトリリィ・新章」トークイベント 予備校事前学習講座（2023年12月2日−3日、LOFT9 Shibuya）-学長/司会進行
- 自主イベント「永石匠フェス」（2023年12月15日-17日、池袋gekiba）
- ウチクリ准教授の演劇研究室（2023年12月23日-24日　、レインボー赤羽スタジオ） - 助手
- 舞台「アサルトリリィ・新章」トークイベント 予備校復習講座（2023年12月28日−29日、LOFT9 Shibuya）学長/司会進行
- T-gene stage「コトの葉」前夜祭　(2024年1月6日 、MsmileBOX渋谷) - 第3部 出演
- T-gene stage「コトの葉」後夜祭　(2024年2月12日 、ブルースクエア四谷) - 第1部 出演
- FOUR.が名残惜しすぎるフォーによる【非公式】イベント「ピリオドノツヅキ」（2024年3月10日、エビスSTARバー）
- 黒木文貴 CALENDAR 2024.04-2025.03 発売記念トークイベント （2024年3月23日、恵比寿ガーデンプレイスタワー13F）-MC
- 舞台「アサルトリリィ・新章」トークイベント 予備校復習講座（2024年4月28日、LOFT9 Shibuya）学長/司会進行
- T-gene stage「囚われた５人」後夜祭　(2024年5月11日 、MsmileBOX渋谷) - 第3部 出演
- 仲良いだけで朝まで行くライブ「星ひとつもみえない」（2024年5月12日、Asagaya /Loft A）
- T-gene stage「図ったん×ひょったん the STAGE」後夜祭　(2024年7月13日 、恵比寿ガーデンプレイスタワー) - 第1部 出演
- 星ひとつも見えない（2024年7月13日、Asagaya /Loft A）
- 舞台「アサルトリリィ」トークショー 御台場予備校事前学習講座（2024年7月14日、LOFT9 Shibuya）学長/司会進行
- カレーー部。10周年記念イベント（2024年7月15日、恵比寿ガーデンプレイスタワー）
- ウチクリ准教授の演劇研究室（2024年7月20日-21日、レインボー赤羽スタジオ） - 助手
- 阿瀬川健太ファンイベント「村おこし」Vol,1(2024年7月27日 、空中酒場) - 第2部 ゲスト出演
- FOUR.DVD発売イベント(2024年8月11日 、池袋木星劇場)
- T-gene stage「Episode 犬紀村」前夜祭　(2024年10月12日 、アトリエファンファーレ東池袋) - 第3部 出演
- 仲良いだけで朝まで行くライブ「星ひとつもみえない」（2024年10月13日、Asagaya /Loft A）
- 舞台「アサルトリリィ」トークショー イルマ予備校事前学習講座（2024年11月16日、LOFT9 Shibuya）学長/司会進行
- 永石匠の軽率すぎるトークイベント(2024年11月17日 、レインボー赤羽スタジオ)
- 永石匠フェスVol.2 「Cakes and Ale!!!!」（2025年1月11日-13日、池袋gekiba）
- ウチクリ准教授の演劇研究室（2025年1月18日-19日、レインボー赤羽スタジオ） - 助手

### ネット配信番組
- 人狼TLPT セブンスエデン - 不定期ゲスト
- セブンスキャッスルチャンネル アンコール配信 - 不定期ゲスト

セブンスキャッスルチャンネル ニコニコ生放送
- 人狼TLPT SUMMER RUSH！2020 in ニコ生 [117]#40公演中止の代替企画
- さゆらじ。 - 不定期ゲスト

ツイキャス さゆらじ。
- アルティメット人狼チャンネル 第8回（後半戦）（2017年1月28日）

アルティメット人狼チャンネル 第8回（後半戦）ニコニコ生放送
- アルティメット人狼 ニコニコスペシャルステージ@闘会議2017［DAY1］（2017年2月11日）

ニコニコスペシャルステージ@闘会議2017［DAY1］ ニコニコ生放送
- アルティメット人狼チャンネル 第10回（前半戦）（後半戦）（2017年2月19日）

アルティメット人狼チャンネル 第10回（前半戦）ニコニコ生放送
アルティメット人狼チャンネル 第10回（後半戦）ニコニコ生放送
- アルティメット人狼チャンネル 第13回（2017年4月15日）

アルティメット人狼チャンネル 第13回
- 第5回ホリエモンの飲み人狼（2017年6月11日）

第5回ホリエモンの飲み人狼 FRESH TV
第5回ホリエモンの飲み人狼 ニコニコ生放送
- アルティメット人狼SP シャーロック・ホームズの人狼（ホームズ130周年記念）（2017年6月18日）

アルティメット人狼SP シャーロック・ホームズの人狼 （前半戦）ニコニコ生放送
アルティメット人狼SP シャーロック・ホームズの人狼 （後半戦）ニコニコ生放送
- アルティメット人狼×戦国IXA（2017年7月15日）

- 神託月報SP 冒険者のための人狼TLPT入門（2018年2月7日）

- アルティメット人狼チャンネル 第31回（2018年3月17日）
- アルティメット人狼チャンネル 第35回（2018年5月26日）
- アルティメット人狼チャンネル 第60回（2019年5月11日）
- アルティメット人狼チャンネル 第76回（2020年1月26日）
- アルティメット人狼 in ニコニコネット超会議2020(完全リモート放送)（2020年4月18日）
- アルティメット人狼チャンネル　第82回(完全リモート放送)（2020年4月29日）
- アルティメット人狼チャンネル4周年記念放送【12時間】（2020年9月20日）
- 人狼スリアロチャンネル 第百五十五幕 vs人狼TLPT第一夜FLAG軍団（2023年8月13日）

### ラジオ
- TOKYO FM「リバーサイド・カフェ」（ラジオドラマ、2013年12月14日放送）
- TOKYO FM「リバーサイド・カフェ」（ラジオドラマ、2014年3月15日放送）
- TOKYO FM「YOUR SMILE TOWN」（ラジオドラマ、2015年5月16日放送）

### ゲーム
- サイバーステップによるMMORPG「鬼斬(おにぎり)」（2014年） - キャラクター声優
- SQUARE ENIX「BABYLON’S FALL[118]」（2022年） - キャラクター声優

### 映画
- コープスパーティ（2015年8月1日公開）

### CM
- 東栄住宅 悪の組織のアジト探し完結編-序章-（2018年12月25日公開）-声の出演
- 東栄住宅 悪の組織のアジト探し完結編-最終章-（2019年1月24日公開）-声の出演

### DVD（舞台公演以外）
- マリンエンタテイメント男性声優DVD「人狼バトルvol.3」怪盗ノエル役（2015年11月6日発売）

## 演出・プロデュース等

### 演出
- 人狼TLPT#26:FLAG（2017年1月6日 - 15日、新宿村LIVE） - 演出・脚本・振付

但し、1月8日第5ステージのみ、ナビゲーターとして登壇
- アサルトリリィ×私立ルドビコ女学院×人狼TLPT（2019年2月8-17日 萬劇場） - 総合演出
- 人狼TLPT#34:FLAGⅡ（2019年7月9-14日 新宿村LIVE） - 演出

但し、7月14日第11ステージのみ、プロローグに登壇
- melt//Planet「デバッグログ」（2021年11月24日-29日、中野ザ・ポケット）- 演出・脚本[119]

- 人狼TLPT#49:FLAGⅢ（2023年8月23-9月3日 新宿村LIVE） - 演出・脚本
- 舞台アサルトリリィ生演奏バンドライブ「Lily Scramble!!!! -春の合同音楽祭-」（2024年4月18日-19日、東京キネマ倶楽部）- 総合演出

### ダンス・振付
- ヨルハ（2014年10月1日 - 5日、シアターKASSAI）
- 戦国降臨ガールR（2014年10月29日 - 11月3日、六行会ホール）
- 針が指す空遥まで（2015年5月2日 - 6日、笹塚ファクトリー）
- ヨルハ（再演）（2015年5月23日 - 31日、新宿村LIVE）
- 倫敦影奇譚シャーロック・ホームズ ～銀髪の使者と七人の容疑者～（2015年6月17日 - 21日、六行会ホール）
- サイコメ ; ステージ（2016年3月2日 - 6日、新宿村LIVE）
- SP/ACE=project Casual Meets Shakespeare『A Midsummer Night’s Dream』（2016年6月1日 - 5日、ラゾーナ川崎プラザソル）
- 【前田希美×田中彪】踊ってみた。#組み合せるとすごい #フィッツトルネード（2017年2月27日公開）
- 【デレステ】クレイジークレイジーを踊ってみた【永石Ｐ・ちえ・かのん】（2019年5月29日full版公開）
- 【神曲】パーフェクト・クリスマスを踊ってみた【ディズニーシー】（2019年12月11日公開）
- Casual Meets Shakespeare「OTHELLO SC」[120]（2024年1月18日 - 28日 新宿シアターサンモール）
- イルカ団!!presents「アルセーヌ・ルパン!!」[121]（2024年1月24日 - 2月4日　ウッディシアター中目黒）
- Casual Meets Shakespeare「MACBETH SC」（2024年9月26日 - 10月6日 新宿村LIVE）

### 脚本
- 「誠に違いし刀〜油小路の事件〜」（石川HIROZ）
- 「絆〜未来の友へ〜」（石川HIROZ）
- ラブ☆ガチャVol.６　～ラブ＋ガチャガチャ～（2013年9月10日 - 16日、BOX IN BOX）
- melt//Planet「デバッグログ」（2021年11月24日-29日、中野ザ・ポケット）- 演出・脚本[119]